# Rock Lake, Ontario
Rock Lake är en sjö i Kanada.   Den ligger i distriktet Algoma och provinsen Ontario, i den sydöstra delen av landet, 600 km väster om huvudstaden Ottawa. Rock Lake ligger 193 meter över havet. Arean är 0,47 kvadratkilometer. Den sträcker sig 1,5 kilometer i nord-sydlig riktning, och 1,7 kilometer i öst-västlig riktning.
I omgivningarna runt Rock Lake växer i huvudsak blandskog. Runt Rock Lake är det mycket glesbefolkat, med 2 invånare per kvadratkilometer.